# Rupp Jakab
Rupp Jakab (Buda, 1800. április 13. – Budapest, 1879. október 14.) numizmatikus és levéltáros.

## Élete

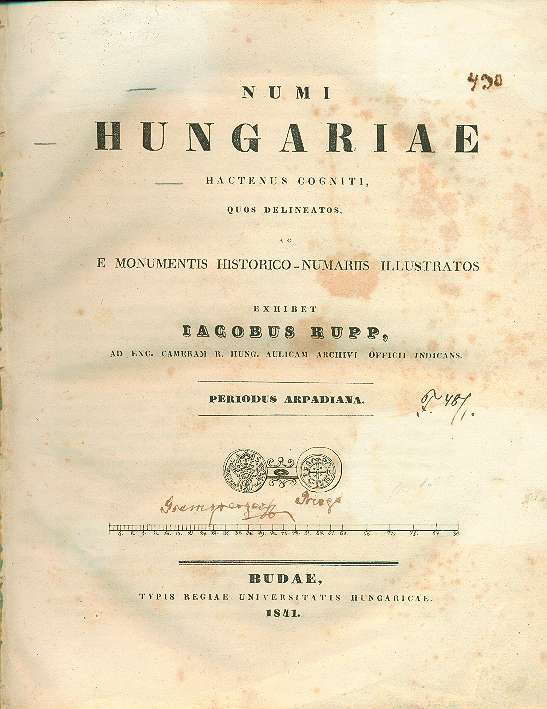
A Numi Hungariae hactenus cogniti című mű címlapja

A jogot Pozsonyban és Pesten végezte, majd 1821-ben került a magyar udvari kamara levéltárához. 1858-ban első osztályú lajstromozó, 1861-ben nyugalomba vonult.
Nemcsak a magyarországi pénztörténettel foglalkozott, hanem kiváló történeti topográfiai munkásságot is kifejtett. Cikkei az Archaeológiai Értesítőben és az Archaeológiai Közleményekben jelentek meg.
Rupp Jakab Weszerle József nyomdokain haladva 1841-ben Pesten, a Királyi Egyetemi Nyomda kiadásában megjelentette az Árpád-kori magyar pénzek ismertetését latin és magyar nyelven; Magyarország 1841-ig ismeretes pénzei lerajzolva, történeti és pénztudományi kútfők után megmagyarázva (Numi Hungariae hactenus cogniti, Periodus Arpadiana) címen, könyve elején felsorolva a magyar numizmatikával kapcsolatos irodalmi forrásmunkákat, a magyar anyagot tartalmazó nagyobb éremgyüjtemények és gyűjtők névsorát, 1846-ban pedig kiadta munkájának 2. részét, amelyben a vegyesházi királyok korának pénzeit ismertette. A latin nyelven írt munkát Érdy János fordította le magyar nyelvre.

## Művei

### Folyóiratcikkei
Cikkei az Életképekben (1845. I. Magyarhon egykori pénzviszonyairól, A magyar pénzeken ábrázolt tárgyak és azok jelentése); az Arch. Közleményekben (V. 1865. Budának és környékének helyirati viszonyai a középkorban. VII. 1867–68. Adalék az egyházi kincsek történetéhez; az Archaeologiai Értesítőben (I. 1869. Buda, Emléktáblák Budán, 1870. régiségek Budán, 1872. igénytelen nézetek az emléktáblákról) jelentek meg.

### Önállóan megjelent művei
- Magyarország ekkorig ismeretes pénzei, lerajzolva: Történeti 's pénztudományi kútfők után megmagyarázva, Buda, 1841
  - új kiadás: Hermit Könyvkiadó Bt., Budapest, 2017, ISBN 9786155496820
- Buda-Pest és környékének helyrajzi története, Pest, 1868 (Google Könyvek)
  - reprint kiadás: Állami Könyvterjesztő Vállalat, Budapest, 1987, ISBN 963-292-026-0
  - reprint kiadás: Históriaantik Könyvesház, Budapest, 2011
- Magyarország helyrajzi története fő tekintettel az egyházi intézetekre, 3 kötet, Pest, 1870–1876 (Google Könyvek)
  - reprint kiadás: Históriaantik Könyvesház, Budapest, 2012, ID 2050000026171